# Vitaliano Visconti Borromeo
Vitaliano Visconti Borromeo (Milano, 1591 – maggio 1617) è stato un arcivescovo cattolico e diplomatico italiano.

## Biografia
Vitaliano nacque a Milano, nel 1591. Membro del ramo cadetto visconteo dei Visconti Borromeo e figlio di Pirro Visconti Borromeo e di Luisa Camilla de Marini.
Il 4 luglio 1616, durante il pontificato di papa Paolo V, fu nominato arcivescovo titolare di Arcidiocesi di Adrianopoli di Emimonto. Il 14 agosto 1616 fu consacrato vescovo da Giambattista Leni, vescovo di Ferrara, consacranti Galeazzo Sanvitale, arcivescovo emerito di Bari-Canosa, e Ulpiano Volpi, arcivescovo emerito di Chieti. Il 25 agosto 1616, durante il pontificato di papa Paolo V, fu nominato Nunzio Apostolico presso l'Imperatore.
Tenne gli incarichi ottenuti fino alla sua morte, avvenuta nel maggio 1617.

## Genealogia episcopale
La genealogia episcopale è:
- Arcivescovo Filippo Archinto
- Papa Pio IV
- Cardinale Giovanni Antonio Serbelloni
- Cardinale Carlo Borromeo
- Cardinale Ottavio Paravicini
- Cardinale Giambattista Leni
- Vescovo Vitaliano Visconti Borromeo